# 慶次郎縁側日記
『慶次郎縁側日記』（けいじろうえんがわにっき）は、北原亞以子の連作時代小説シリーズ。『小説新潮』に連載、1998年から2014年にかけて新潮社より刊行された。短編集15巻、長編1巻および外伝1巻。短編集『その夜の雪』（1994年刊、新潮社）と長編『雪の夜のあと』（1997年刊、読売新聞社）に登場した元同心の森口慶次郎が、江戸の町で起こる様々な事件を鮮やかに解決していく。
2004年からはNHKで高橋英樹主演によりテレビ時代劇化され、以後シリーズ化され2006年にかけて3作が放送された。

## 作品一覧
すべて新潮社刊。
1. 傷（1998年9月）
  - その夜の雪 / 律儀者 / 似たものどうし / 傷 / 春の出来事 / 腰痛の妙薬 / 片付け上手 / 座右の銘 / 早春の歌 / 似ている女 / 饅頭の皮
2. 再会（1999年5月）
  - 恩返し / 八百屋お七 / 花の露 / 最良の日 / 日々是転寝 / やがてくる日 / お見舞い / 晩秋 / あかり / 再会一 秘密 / 再会二 卯の花の雨 / 再会三 恋する人達
3. おひで（2000年1月）
  - ぬれぎぬ / からっぽ / おひで一 油照り / おひで二 佐七の恋 / 秋寂びて / 豊国の息子 / 風のいたずら / 騙し騙され一 空騒ぎ / 騙し騙され二 恵方詣り / 不惑 / 騙し騙され三 女心 / あと一歩
4. 峠（2000年10月）
  - 峠 / 天下のまわりもの / 蝶 / 金縛り / 人攫い / 女難の相 / お荷物 / 三分の一
5. 蜩（2002年1月）
  - 綴じ蓋 / 権三回想記 / おこまの道楽 / 意地 / 蜩 / 天知る地知る / 夕陽 / 箱入り娘 / 逢魔ヶ時 / 不老長寿 / 殺したい奴 / 雨の寺
6. 隅田川（2002年11月）
  - うでくらべ / かえる / 夫婦 / 隅田川 / 親心 / 一炊の夢 / 双六 / 正直者
7. やさしい男（2003年10月）
  - 理屈 / 三姉妹 / 断崖絶壁 / 隠れ家 / 悔い物語 / やさしい男 / 除夜の鐘 / 今は昔
8. 赤まんま（2004年9月）
  - 三日の桜 / 嘘（うそ） / 敵（かたき） / 夏過ぎて / 一つ奥 / 赤まんま / 酔いどれ / 捨てどころ
9. 夢のなか（2005年11月）
  - 師走 / 水光る / ふたり / 夢のなか / 帚木 / 棚から盗人 / 入聟 / 可愛い女
10. ほたる（2006年10月）
  - みんな偽物 / 惑い / 長い道 / 水の月 / 付け火 / 春の風吹く / 五月雨るる / ほたる
11. 月明かり（2007年9月）シリーズ初の長編
12. 白雨（2008年10月）
  - 流れるままに / 福笑い / 凧 / 濁りなく / 春火鉢 / いっしょけんめい / 白雨 / 夢と思えど
13. あした（2012年4月）
  - 春惜しむ / 千住の男 / むこうみず / あした / 恋文 / 歳月 / どんぐり / 輪つなぎ / 古着屋 / 吾妻橋
14. 祭りの日（2013年7月）
  - 祭りの日 / 目安箱 / 黒髪 / かぐや姫 / 御茶漬蓬莱屋 / 冬ざれ / そばにいて / 風光る / 福きたる
15. 雨の底（2013年12月）
  - はこべ / 一人息子 / 雨の底 / 唐茄子かぼちゃ / 旅路 / 柿紅葉 / 横たわるもの
16. 乗合船（2014年3月）
  - 松の内 / 春の雪 / おふくろ / 乗合船 / 冬過ぎて / はなかつみ / 吉次の値打ち / 冥きより

番外編
- 脇役 慶次郎覚書（2003年5月）
  - 一枚看板 / 辰吉 / 吉次 / 佐七 / 皐月 / 太兵衛 / 弥五 / 賢吾

傑作選
- 似たものどうし（2010年1月）
  - その夜の雪 / 似たものどうし / 可愛い女 / 卯の花の雨 / 峠

## 書誌情報
1. 傷 慶次郎縁側日記（1998年9月、新潮社、ISBN 978-4-10-389204-5）
  - 傷 慶次郎縁側日記（2001年4月、新潮文庫、ISBN 978-4-10-141414-0）
2. 再会 慶次郎縁側日記（1999年5月、新潮社、ISBN 978-4-10-389205-2）
  - 再会 慶次郎縁側日記（2001年11月、新潮文庫、ISBN 978-4-10-141415-7）
3. おひで 慶次郎縁側日記（2000年1月、新潮社、ISBN 978-4-10-389206-9）
  - おひで 慶次郎縁側日記（2002年10月、新潮文庫、ISBN 978-4-10-141416-4）
4. 峠 慶次郎縁側日記（2000年10月、新潮社、ISBN 978-4-10-389207-6）
  - 峠 慶次郎縁側日記（2003年10月、新潮文庫、ISBN 978-4-10-141417-1）
5. 蜩 慶次郎縁側日記（2002年1月、新潮社、ISBN 978-4-10-389208-3）
  - 蜩 慶次郎縁側日記（2004年10月、新潮文庫、ISBN 978-4-10-141418-8）
6. 隅田川 慶次郎縁側日記（2002年11月、新潮社、ISBN 978-4-10-389209-0）
  - 隅田川 慶次郎縁側日記（2005年10月、新潮文庫、ISBN 978-4-10-141419-5）
7. やさしい男 慶次郎縁側日記（2003年10月、新潮社、ISBN 978-4-10-389211-3）
  - やさしい男 慶次郎縁側日記（2007年10月、新潮文庫、ISBN 978-4-10-141421-8）
8. 赤まんま 慶次郎縁側日記（2004年9月、新潮社、ISBN 978-4-10-389212-0）
  - 赤まんま 慶次郎縁側日記（2008年10月、新潮文庫、ISBN 978-4-10-141422-5）
9. 夢のなか 慶次郎縁側日記（2005年11月、新潮社、ISBN 978-4-10-389213-7）
  - 夢のなか 慶次郎縁側日記（2009年10月、新潮文庫、ISBN 978-4-10-141423-2）
10. ほたる 慶次郎縁側日記（2006年10月、新潮社、ISBN 978-4-10-389214-4）
  - ほたる 慶次郎縁側日記（2011年3月、新潮文庫、ISBN 978-4-10-141424-9）
11. 月明かり 慶次郎縁側日記（2007年9月、新潮社、ISBN 978-4-10-389215-1）
  - 月明かり 慶次郎縁側日記（2011年10月、新潮文庫、ISBN 978-4-10-141426-3）
12. 白雨 慶次郎縁側日記（2008年10月、新潮社、ISBN 978-4-10-389217-5）
  - 白雨 慶次郎縁側日記（2013年4月30日、新潮文庫、ISBN 978-4-10-141427-0）
13. あした 慶次郎縁側日記（2012年4月20日、新潮社、ISBN 978-4-10-389220-5）
  - あした 慶次郎縁側日記（2014年9月29日、新潮文庫、ISBN 978-4-10-141429-4）
14. 祭りの日 慶次郎縁側日記（2013年7月19日、新潮社、ISBN 978-4-10-389221-2）
  - 祭りの日 慶次郎縁側日記（2015年9月29日、新潮文庫、ISBN 978-4-10-141430-0）
15. 雨の底 慶次郎縁側日記（2013年12月19日、新潮社、ISBN 978-4-10-389222-9）
  - 雨の底 慶次郎縁側日記（2016年9月28日、新潮文庫、ISBN 978-4-10-141431-7）
16. 乗合船 慶次郎縁側日記（2014年3月19日、新潮社、ISBN 978-4-10-389223-6）
  - 乗合船 慶次郎縁側日記（2017年4月28日、新潮文庫、ISBN 978-4-10-141432-4）

外伝
- 脇役 慶次郎覚書（2003年5月、新潮社、ISBN 978-4-10-389210-6）
  - 脇役 慶次郎覚書（2006年10月、新潮文庫、ISBN 978-4-10-141420-1）

傑作選
- 似たものどうし 慶次郎縁側日記傑作選（2010年1月、新潮社、ISBN 978-4-10-389219-9）
  - 似たものどうし 慶次郎縁側日記傑作選（2017年9月28日、新潮文庫、ISBN 978-4-10-141433-1）

## テレビドラマ
2004年（平成16年）にNHK金曜時代劇で最初に映像化され、『慶次郎縁側日記』がNHK総合「金曜時代劇」枠にて2004年8月27日から10月29日まで放送された。全10回。以後シリーズ化され、『慶次郎縁側日記2』が同枠にて2005年10月7日から12月9日まで連続10回で、『慶次郎縁側日記3』がNHK総合「木曜時代劇」枠にて2006年10月12日から12月21日まで連続10回で放送された。2007年（平成19年）現在3作目まで製作されている。
2022年4月から水曜日午後「時代劇セレクション」第1弾として第1シリーズと第2シリーズが続けて放送。途中、第104回全国高校野球選手権大会や特別番組をはさみ、2022年8月24日が第1シリーズ最終話、8月31日が第2シリーズ第1話となった。

### スタッフ
- 原作 - 北原亞以子『慶次郎縁側日記』
- 脚本 - 宮村優子、山本むつみ(1,3)
- 演出 - 吉村芳之、渡辺一貴(1)、吉國勲(1,2)、田村文孝(2)、岡田健(3)、内田ゆき(3)
- 音楽 - 川崎真弘
- 制作統括 - 菅野高至、古川法一郎(1)、吉田雅夫(2,3)
- 共同制作 - NHKエンタープライズ21(1)、NHKエンタープライズ(2,3)
- 制作・著作 - NHK

### キャスト

#### 主要出演者
- 森口慶次郎：高橋英樹
- 森口皐月（旧姓：神山）/語り：安達祐実
- 森口晃之助（旧姓：岡田）：比留間由哲
- 森口三千代（慶次郎の娘）：岡本綾
- 森口八千代（晃之助・皐月夫婦の娘）：柳田心優（第2シリーズ）→鎗田千裕（第3シリーズ）
- お登世：かたせ梨乃
- 佐七：石橋蓮司
- 蝮の吉次：奥田瑛二
- 辰吉：遠藤憲一
- 鎌倉屋安右衛門：江原真二郎
- おしづ：梅沢昌代
- 神山左門：林隆三
- 神山志乃：大谷直子
- おぶん：邑野みあ（成人時）、伊藤美希（幼少時）（第2シリーズ - ）
- おきわ（喜久屋の店主、吉次の妹）：近藤結宥花
- 菊松（おきわの夫）：阿南健治
- 庄野玄庵：大木聡
- 島中賢吾：長森雅人（第1シリーズ）→赤羽秀之（第2シリーズ）
- お秋：泉沙池
- おちえ：櫻井ゆか（第1-2シリーズ）→坂野友香（第3シリーズ、櫻井ゆか改名）
- おかつ：橋本真実
- 常蔵：若松武史（第3シリーズ・回想のみ）
- ふみ：寺島咲（第2シリーズ - ）
- 徳三（お手先）：笠野励（第2シリーズ - ）
- 伍助（お手先）：中谷頼風（第2シリーズ - ）
- 清三郎（板前）：五宝孝一（第2シリーズ - ）
- 板前（花ごろも）：遠藤雅（第2シリーズ - ）

#### ゲスト

##### 第1シリーズ（2004年）
- 第1回「その夜の雪」
  - 島中賢吾：長森雅人
  - 庄野玄庵：大木聡
  - おひさ：吉野きみか
  - 常蔵の女：大川真澄
- 第2回「傷」
  - 七五郎：勝村政信
  - お直：遠藤久美子
  - 伝左：飯島大介
  - 園田兵太郎：柏井浩三
- 第3回「花嫁」
  - 文五郎：山崎銀之丞
  - 山口屋太郎右衛門：伊東貴明
- 第4回「お見舞」
  - おすみ：西原亜希
  - 老婆：松浪志保
  - 里和：松永香織
  - おすえ：谷川みゆき
- 第5回「片付け上手」
  - おはる：加賀美早紀
  - 和助：平良政幸
- 第6回「似たものどうし」
  - 源太：巻島一将
  - おその：南川ある
  - おしん：加地千尋
- 第7回「春の出来事」
  - おせん：坂井真紀
  - 卯之吉：永岡佑
- 第8回「若き風」
  - 秋元右近：佐藤貴広
  - 木村玉山：加納幸和
  - 諏訪新五郎：藤間宇宙
- 第9回「佐七の恋」
  - おひで：加藤夏希
  - 鉄次：吉守京太
- 最終回「皐月」
  - お雪：中川安奈
  - 借金取り：伊藤高

##### 第2シリーズ（2005年）
- 第1回「雪の夜のあと」
  - おたき：工藤時子
  - おりょう：稲田みづ紀
  - 米蔵：小林大祐
  - 島中賢吾：赤羽秀之
- 第2回「正直者」
  - 直太：浅利陽介
  - 番頭：森富士夫
- 第3回「逢魔ヶ時」
  - お俊：古手川祐子
  - 文五郎：山崎銀之丞（第4回）
  - おひで：加藤夏希（回想）
  - 山口屋太郎右衛門：伊東貴明
  - 小間物屋：かなやす慶行
- 第4回「佐七の笛」
  - 半次：高橋長英
  - 九兵衛：大島宇三郎
- 第5回「親心」
  - お稲：秋本奈緒美
  - 浜吉：山内颯
  - おゆう：松元環季
- 第6回「再会」
  - おみつ：石田えり
  - お蝶：柳沢なな
  - 巴屋久作：市山貴章
  - 福松：松下哲
- 第7回「あたりくじ」
  - 小野崎源三郎：佐野史郎
  - 山川勘吾：大木実
- 第8回「昔の女」
  - おもん：島崎和歌子
  - おたか：国分佐智子
  - 千助：加納幸和
- 第9回「花の下にて」
  - 矢作：河相我聞（最終回）
  - 万兵衛：伊藤高
- 最終回「祝言」
  - お露：キムラ緑子
  - 尋ね人：森沢早苗

##### 第3シリーズ（2006年）
- 第1回「峠」
  - 四方吉：パク・ソヒ（第9回・最終回）
  - おいと：洞口依子
  - 喜兵衛（宗七）：塚本晋也（第6回・第9回・最終回）
  - お継：福森加織（第9回・第10回にも出演）
  - 藤次（盗人）：宮坂ひろし（最終回）
  - 水木薫
- 第2回「空蝉（うつせみ）」
  - 刈谷清玄：津田寛治
  - 弥生（清玄の娘）：加地千尋
- 第3回「三姉妹」
  - おこと：淡路恵子
  - おさよ：中原ひとみ
  - おきょう：角替和枝
  - お梶（安右衛門の妻）：野川由美子
- 第4回「蜩（ひぐらし）」
  - おもと：高岡早紀
  - 円次郎（おもとの弟）：白川裕二郎
  - おとき（おきわの馴染み）：西尾まり
  - 早太（おときの弟）：柄本時生
  - 絵師：筒井康隆
- 第5回「可愛い女」
  - おさき：黒川芽以
  - 源次：長谷川朝晴
  - おしな：矢沢心
- 第6回「ふたり」
  - おれん（おぶんの腹違いの姉）：小嶺麗奈
  - お初（おれんの母）：北原佐和子
  - 政吉：小林高鹿
  - かとうあつき
  - 木村翠
- 第7回「意地」
  - 栄五郎：山田辰夫
  - おちせ：前田亜季
  - 直吉：本田大輔
  - 商人：真実一路
  - 盗人（駒次郎）：五十嵐明
- 第8回「蝮の恋」
  - おみつ：石田えり
  - 石河信濃守（大目付）：中山仁
  - 山口伊豆守（若年寄）：坂西良太
  - 檜屋主人：陰山泰
  - 永田耕一
  - 松山鷹志
  - 峯のぼる
  - 伊佐治（遊郭の主人）：長谷川公彦
- 第9回「大つごもり」
  - おちえ：坂野友香（第4回）
  - 文太（板前）：小宮孝泰
  - 直助（板前）：中原裕也
  - 借金取りの親分：町田政則
- 最終回「峠の果て」
  - 若夫婦（仙太郎）：竹尾一真（第9回）
  - 若夫婦（お弓）：中道亜希（第9回）

### 放送日程
- 第1シリーズ：2004年8月27日 - 10月29日（全10話）

| 放送回 | 放送日         | サブタイトル   | 脚本       | 演出     |
| ------ | -------------- | -------------- | ---------- | -------- |
| 第1回  | 2004年08月27日 | その夜の雪     | 宮村優子   | 吉村芳之 |
| 第2回  | 9月03日        | 傷             | 宮村優子   | 吉村芳之 |
| 第3回  | 9月10日        | 花嫁           | 宮村優子   | 吉村芳之 |
| 第4回  | 9月17日        | お見舞い       | 山本むつみ | 吉村芳之 |
| 第5回  | 9月24日        | 片付け上手     | 山本むつみ | 渡辺一貴 |
| 第6回  | 10月01日       | 似たものどうし | 山本むつみ | 吉村芳之 |
| 第7回  | 10月08日       | 春の出来事     | 宮村優子   | 渡辺一貴 |
| 第8回  | 10月15日       | 若き風         | 宮村優子   | 吉國勲   |
| 第9回  | 10月22日       | 佐七の恋       | 山本むつみ | 渡辺一貴 |
| 最終回 | 10月29日       | 皐月           | 宮村優子   | 吉村芳之 |
- 金曜時代劇セレクションとして第1回「その夜の雪」が2005年3月11日に、第3回「花嫁」が2005年に3月18日に再放送。

- 第2シリーズ：2005年10月7日 - 12月9日（全10話）

| 放送回 | 放送日         | サブタイトル | 脚本     | 演出     |
| ------ | -------------- | ------------ | -------- | -------- |
| 第1回  | 2005年10月07日 | 雪の夜のあと | 宮村優子 | 吉村芳之 |
| 第2回  | 10月14日       | 正直者       | 宮村優子 | 吉村芳之 |
| 第3回  | 10月21日       | 逢魔ヶ時     | 宮村優子 | 吉村芳之 |
| 第4回  | 10月28日       | 佐七の笛     | 宮村優子 | 田村文孝 |
| 第5回  | 11月04日       | 親心         | 宮村優子 | 吉國勲   |
| 第6回  | 11月11日       | 再会         | 宮村優子 | 吉村芳之 |
| 第7回  | 11月18日       | あたりくじ   | 宮村優子 | 吉村芳之 |
| 第8回  | 11月25日       | 昔の女       | 宮村優子 | 田村文孝 |
| 第9回  | 12月02日       | 花の下にて   | 宮村優子 | 吉村芳之 |
| 最終回 | 12月09日       | 祝言         | 宮村優子 | 田村文孝 |
- 第3シリーズ：2006年10月12日 - 12月21日（全10話）

| 放送回 | 放送日         | サブタイトル     | 脚本       | 演出     |
| ------ | -------------- | ---------------- | ---------- | -------- |
| 第1回  | 2006年10月12日 | 峠               | 宮村優子   | 吉村芳之 |
| 第2回  | 10月19日       | 空蝉（うつせみ） | 宮村優子   | 吉村芳之 |
| 第3回  | 10月26日       | 三姉妹           | 山本むつみ | 吉村芳之 |
| 第4回  | 11月02日       | 蜩（ひぐらし）   | 山本むつみ | 吉村芳之 |
| 第5回  | 11月09日       | 可愛い女         | 山本むつみ | 岡田健   |
| 第6回  | 11月16日       | ふたり           | 宮村優子   | 岡田健   |
| 第7回  | 11月30日       | 意地             | 山本むつみ | 内田ゆき |
| 第8回  | 12月07日       | まむしの恋       | 宮村優子   | 吉村芳之 |
| 第9回  | 12月14日       | 大つごもり       | 宮村優子   | 吉村芳之 |
| 最終回 | 12月21日       | 峠の果て         | 宮村優子   | 吉村芳之 |
| NHK総合 金曜時代劇             | NHK総合 金曜時代劇 | NHK総合 金曜時代劇                     |
| 前番組                         | 番組名             | 次番組                                 |
| ------------------------------ | ------------------ | -------------------------------------- |
| 御宿かわせみ〜第二章〜         | 慶次郎縁側日記     | 最後の忠臣蔵                           |
| 秘太刀 馬の骨                  | 慶次郎縁側日記2    | 出雲の阿国                             |
| NHK 木曜時代劇                 |                    |                                        |
| ちいさこべ～若棟梁と九人の子～ | 慶次郎縁側日記3    | 新・はんなり菊太郎〜京・公事宿事件帳〜 |